# Дзембронські водоспади
Дзембро́нські водоспа́ди (інша назва — Смотрицькі водоспади) — каскад водоспадів в Українських Карпатах (масив Чорногора). Розташовані за 5 км на південний захід від села Дземброня, що у Верховинському районі Івано-Франківської області. 
Загальна висота перепаду води — бл. 100 м, висота найвищого каскаду — 10 м. 
Водоспади розташовані в південно-східній частині Чорногори, за 1 км на північ від вершини Смотреця, на потоці Мунчель, що впадає в річку Дземброню (ліва притока Чорного Черемошу).